# Жан Эффель
Жан Эффель (фр. Jean Effel, настоящее имя — Франсуа Лежён (фр. François Lejeune); 12 февраля 1908, Париж — 16 октября 1982, Париж) — французский художник-карикатурист. Псевдоним является производной от его инициалов F. L.

## Биография
Франсуа Лежён родился в 1908 году в семье коммерсанта. Брат языковеда  Мишеля  Лежёна
Он получил разностороннее образование, изучал языки, философию, музыку, рисовал.
Родители хотели воспитать из него торговца. Поначалу его отправили в Лондон, где Франсуа обнаружил, что продажа тканей, вообще торговые операции, не его призвание. Поссорившись с семьёй, он уходит из дома с твёрдым намерением заняться драматургией. Лежён пишет пьесу, пробует свои силы в области живописи. Неожиданный успех приносят ему карикатуры для газет, с которыми он начинает сотрудничать с 1933 года. Тогда он и стал подписывать свои произведения псевдонимом Жан Эффель.
С тридцатых годов Эффель работает преимущественно с коммунистическими газетами. На страницах этих газет появляются злые карикатуры Эффеля на Гитлера, Гёринга, Риббентропа, Муссолини и Франко. Под сатирическое перо мастера попадают и французские политики: Лебрен, Бонне, Эррио и другие. Как-то к нему пришел советский писатель Илья Эренбург и предложил сотрудничать с издававшимся с помощью СССР журналом «Лю» и Эффель согласился. Это был острейший период мировой истории. В Испании вспыхнул мятеж Франко, была развязана гражданская война. Гитлер и Муссолини бросили свои силы на помощь франкистам. Это был по существу пролог мировой войны.
Во время фашистской оккупации Франции Эффель участвовал в движении Сопротивления. Он работал в подпольном «Полночном издательстве», выпуская вместе с Луи Арагоном и Полем Элюаром антифашистские сатирические листовки. Занявшие Париж фашисты упивались лёгкими победами. У них нашлось немало пособников, наследников тех, кто давил выступления парижан в годы коммуны. (Эффель в дневниках деда нашёл описание издевательств над коммунарами перед расстрелом. Дамы из высшего света и полусвета приходили полюбоваться на связанных бойцов коммуны и зонтиками выкалывали им глаза.) В период нацистской оккупации число доносов гестаповцам на «подозрительных лиц», превысило число жителей столицы, со стыдом замечали позже комментаторы. Позднее, в интервью советскому журналисту, Эффель признался: 
- Я даже обрадовался, когда Гитлер напал на Советский Союз. Я понял, что теперь-то Сталин сломает ему шею. Иначе Париж мог остаться борделем для эсэсовских офицеров.
Расцвет творчества художника приходится на послевоенный период. Одно из сильнейших его произведений — книга «Всё ещё в оккупации», где собраны лучшие карикатуры 1947—1955 годов. По меткому замечанию Сергея Юткевича, этот сборник следовало бы назвать «Янки, убирайтесь домой!». Действительно, все рисунки серии объединены общей идеей, о чём вполне определенно сказано в авторском предисловии: «1947 год… Три года, как мы освобождены от немцев. Но не от освободителей. Напротив… Оккупация продолжается».
В этих карикатурах обличаются насилие, грубость и невежество американцев, хозяйствующих на французской земле, раскрывается лицо «освободителей» — от солдат, свистящих вслед парижанке, до Трумэна и Эйзенхауэра, посредством «кнута и пряника» направляющих политику французских министров.
Крупнейшее произведение — сборник «Сотворение мира» на темы Ветхого Завета, по мотивам которого Исидор Шток написал пьесу «Божественная комедия».
Жан Эффель скончался в 1982 году и похоронен в городе-порту Онфлёре. Его жена Маргарет умерла в 1996 году в возрасте 92-х лет.

## Признание и награды
- Орден Дружбы народов (11.02.1978)
- Золотая медаль Всемирного совета мира (1958)
- Международная Ленинская премия «За укрепление мира между народами» (1968)